# کارلو گالتی (دوچرخه‌سوار)
کارلو گالتی (۲۶ اوت ۱۸۸۲ – ۲ آوریل ۱۹۴۹) رکابزن حرفه‌ای اهل ایتالیا بود که در رشتهٔ دوچرخه‌سواری جاده فعالیت می‌کرد. او توانست دو بار پیاپی در سال‌های ۱۹۱۰ و ۱۹۱۱ برندهٔ جیرو دیتالیا شود. همچنین در جیروی ۱۹۱۲ عضو تیم آتالا بود که قهرمان مسابقه شد.

## زندگی‌نامه
گالتی در کورسیکو زاده شد و فعالیت حرفه‌ای را در سال ۱۹۰۱ آغاز کرد. نخستین پیروزی خود را در سال ۱۹۰۴ در مسابقهٔ مناجو–کومو–لچه–مناجو به دست آورد. در سال ۱۹۰۶ نایب قهرمان تور لمباردی و برندهٔ تور میلان–بولونیا–رم شد.
در سال ۱۹۰۷ برندهٔ تور سیسیل شد و در نخستین حضور خود در تور دو فرانس، نتوانست مسابقه را به پایان برساند. در سال ۱۹۰۸ توانست قهرمانی در تور سیسیل را تکرار کند. در سال ۱۹۰۹ در نخستین دورهٔ جیرو دیتالیا شرکت کرد و در پایان بر سکوی دوم ایستاد. گالتی در پایان مرحلهٔ سوم، رهبری مسابقه را به دست آورد؛ ولی در مرحلهٔ چهارم، آن را از دست داد.
در جیروی ۱۹۱۰ (که مانند دورهٔ قبل به صورت امتیازی برگزار می‌شد) گالتی با کسب رتبهٔ دوم مراحل اول و دوم، رهبر مسابقه شد. سپس برندهٔ مرحلهٔ سوم و هشتم شد و توانست نخستین قهرمانی خود در جیرو دیتالیا را به دست آورد.
در سال ۱۹۱۱ نیز با پیروزی در سه مرحله، برای دومین بار پیاپی جیرو را فتح کرد. او با پیروزی در مرحلهٔ اول در صدر ایستاد؛ ولی در مرحلهٔ دوم پایین کشیده شد. دوباره در مرحلهٔ ششم به صدر بازگشت و آن را تا مرحلهٔ نهم حفظ کرد. با پیروزی در مرحلهٔ دهم دوباره رهبری جیرو را به دست آورد و آن را تا پایان مسابقه در اختیار داشت.
جیروی ۱۹۱۲ تنها دورهٔ جیرو بود که به صورت تیمی برگزار شد و رده‌بندی تنها به صورت تیمی انجام شد. تیم آتالا شامل لوئیجی گانا، کارلو گالتی، جووانی میکلتو و ابراردو پاوسی برندهٔ این دوره شد و تنها تیم قهرمان تاریخ جیرو شناخته شد. گالتی یک پیروزی در مرحلهٔ پنجم برای تیم خود به دست آورد.
پس از جیروی ۱۹۱۲ گالتی نتوانست موفقیت‌های پیشین را تکرار کند. در سال ۱۹۱۴ یکی از سکوهای سه‌گانه میلان–سانرمو را به دست آورد و در رتبهٔ دوم ایستاد. از سال ۱۹۰۷ تا ۱۹۲۱ هفت بار دیگر نیز جزء ۱۰ نفر برتر این مسابقه قرار گرفت. در سال ۱۹۱۸ قهرمان کلاسیک میلان–رم و تور میلان–بولونیا–رم شد.
گالتی در سال ۱۹۲۱ بازنشسته شد و در سال ۱۹۴۹ در میلان درگذشت.

## نتایج در گرند تورها
| گرند تور | ۱۹۰۷    | ۱۹۰۸    | ۱۹۰۹    | ۱۹۱۰    | ۱۹۱۱    | ۱۹۱۲    | ۱۹۱۳    | ۱۹۱۴    | ۱۹۱۹    | ۱۹۲۰    | ۱۹۲۱    |
| -------- | ------- | ------- | ------- | ------- | ------- | ------- | ------- | ------- | ------- | ------- | ------- |
| جیرو     | ناموجود | ناموجود | ۲       | ۱       | ۱       | ۱       | ناتمام  | —       | ناتمام  | ناتمام  | ناتمام  |
| تور      | ناتمام  | ناتمام  | ناتمام  | —       | —       | —       | —       | —       | —       | —       | —       |
| ووئلتا   | ناموجود | ناموجود | ناموجود | ناموجود | ناموجود | ناموجود | ناموجود | ناموجود | ناموجود | ناموجود | ناموجود |